# Wikikonference

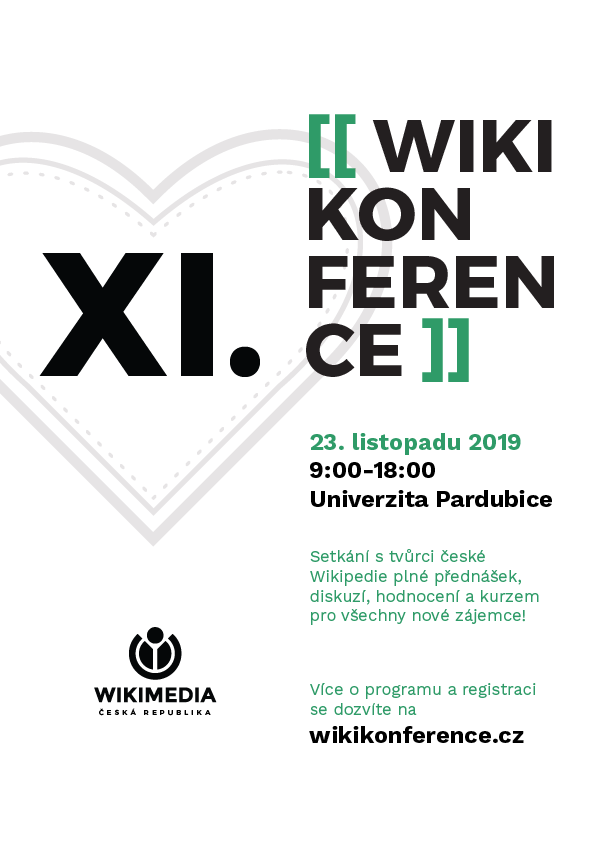
Plakát Wikikonference 2019

Wikikonference je výroční česká konference o Wikipedii a souvisejících projektech hnutí Wikimedia, organizovaná spolkem Wikimedia Česká republika. Účastníky konference jsou zejména přispěvatelé dotyčných projektů, ale akce je otevřená i účastníkům z řad veřejnosti a přednáší na ní i externí hosté; každoročně se účastní přibližně vyšší desítky až stovka osob. Cílem setkání je sdílení zkušeností, zhodnocení uplynulého roku, ale i prezentování projektů a vizí. Wikikonference se až na výjimky koná na přelomu listopadu a prosince, vždy v některém českém městě – již ji hostily Praha, Brno, Olomouc a Pardubice. Poslední ročník se konal v roce 2024 v Praze.

## Ročníky a témata
| ročník | datum                  | obrázek | obec      | místo                                     | téma | zdroje                                  |
| ------ | ---------------------- | ------- | --------- | ----------------------------------------- | --- | --------------------------------------- |
| 1.     | 5. prosince 2009       |         | Praha     | Městská knihovna v Praze                  | Wikipedie a její zdroje, Wikipedie jako zdroj | [ 12 ] [ 13 ] [ 14 ] [ 9 ] [ 1 ]        |
| 2.     | 4. prosince 2010       |         | Praha     | Filozofická fakulta Univerzity Karlovy    | Wikinomie Forum, Wikimedia, WikiSkripta | [ 15 ] [ 16 ]                           |
| 3.     | 26. listopadu 2011     |         | Praha     | Národní technická knihovna                | bez tématu | [ 17 ]                                  |
| 4.     | 24. listopadu 2012     |         | Praha     | Národní technická knihovna                | Vzdělávání a Wikipedie. Spolupráce s institucemi a multimédia | [ 18 ] [ 19 ]                           |
| 5.     | 30. listopadu 2013     |         | Praha     | Přírodovědecká fakulta Univerzity Karlovy | Překlady a jazyky na Wiki. Wikipedie jako zdroj dat/pohledem nových médií. Tvorba pod svobodnou licencí nejen na Wiki                                               | [ 20 ] [ 21 ] [ 5 ] [ 10 ] [ 22 ] [ 8 ] |
| 6.     | 29. listopadu 2014     |         | Brno      | Hvězdárna a planetárium Brno              | Nahlédněte pod pokličku Wikipedie | [ 23 ] [ 24 ] [ 7 ] [ 25 ]              |
| 7.     | 14.–15. listopadu 2015 |         | Praha     | Přírodovědecká fakulta Univerzity Karlovy | Wikipedie ve světě. Strojově zpracovatelná Wikipedie. Internet a budoucnost autorského práva. Vzdělávání formální i neformální. Projekty na podporu české Wikipedie | [ 26 ] [ 3 ] [ 4 ]                      |
| 8.     | 3. prosince 2016       |         | Brno      | Kino Scala                                | Wikimedia a spolupráce s institucemi. Problematika autorského práva. Objektivita a kritické myšlení. Fungování komunity Wikipedie                                   | [ 27 ] [ 6 ]                            |
| 9.     | 2. prosince 2017       |         | Praha     | Francouzský institut v Praze              | Jak se rodí wikipedisté | [ 28 ]                                  |
| 10.    | 1. prosince 2018       |         | Olomouc   | Pevnost poznání                           | bez tématu | [ 29 ] [ 2 ]                            |
| 11.    | 23. listopadu 2019     |         | Pardubice | Univerzita Pardubice                      | Nováčci na Wikipedii. Wiki v zákulisí / Wiki prakticky. Ohlédnutí                                                                                                   | [ 11 ]                                  |
| 12.    | 17. června 2023        |         | Praha     | Didaktikon Kampusu Hybernská              | | [ 30 ]                                  |
| 13.    | 9. listopadu 2024      |         | Praha     | Didaktikon Kampusu Hybernská              | | [ 31 ]                                  |

## Program
V programu Wikikonference vystupují řečníci z řad wikipedistů z Česka i zahraničí. K tématům souvisejícím s posláním konference hovoří i významní hosté, z nichž někteří sami zároveň do Wikipedie přispívají. V programu Wikikonference tak již vystoupili např. informatik Marek Blahuš, astronom Jiří Dušek, publicista Tomáš Feřtek, encyklopedista Jan Halada, televizní komentátor Miroslav Langer, zakladatel české Wikipedie Miroslav Malovec, aktivista Tomáš Mozga, právník Matěj Myška, architekt Jan Sapák, filozof Jan Sokol, sociolog Jan Spousta, europoslanec Pavel Svoboda, analytik Josef Šlerka či programátor Martin Urbanec.

### Galerie

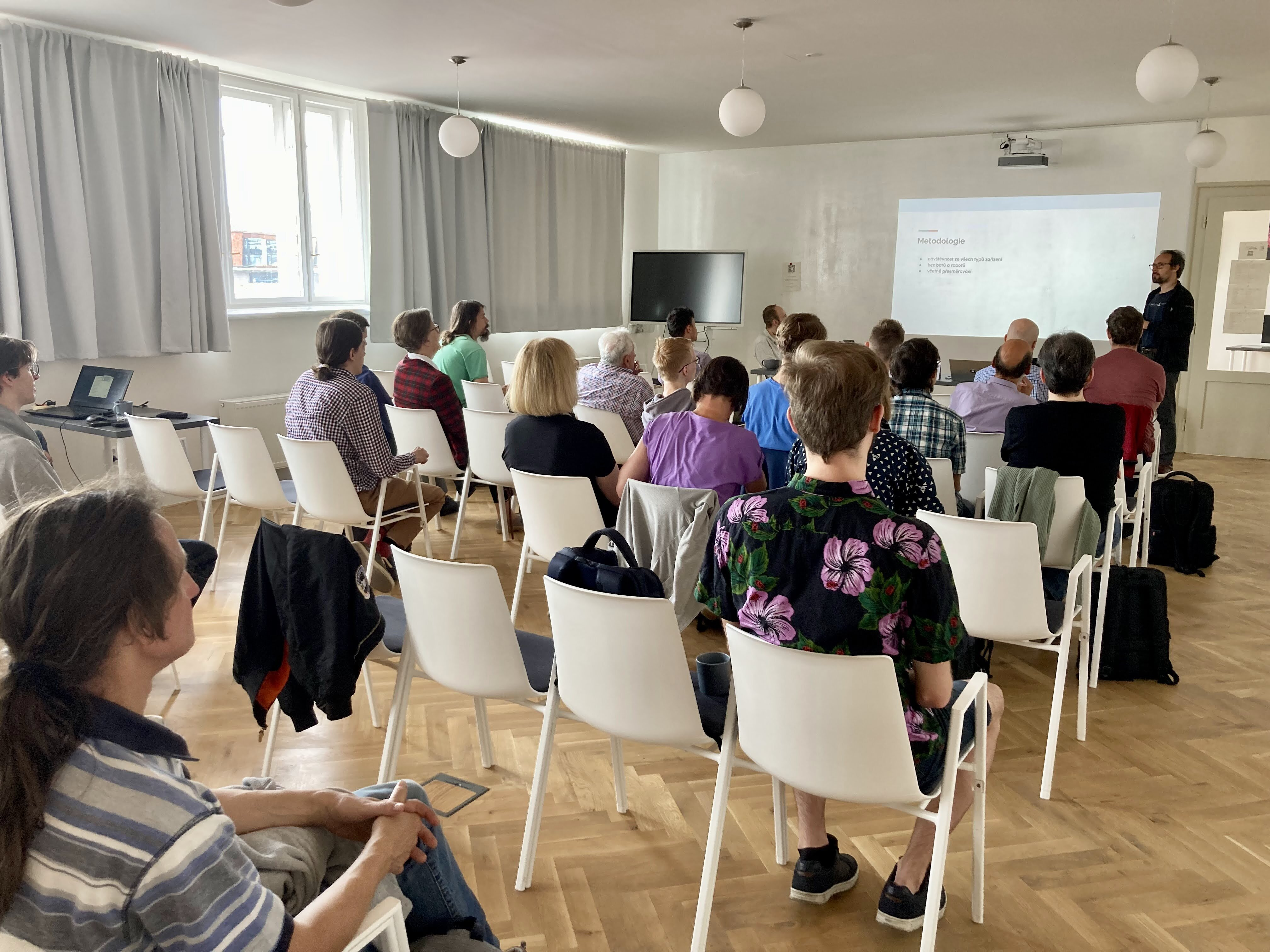
Přednáška (Praha 2023)
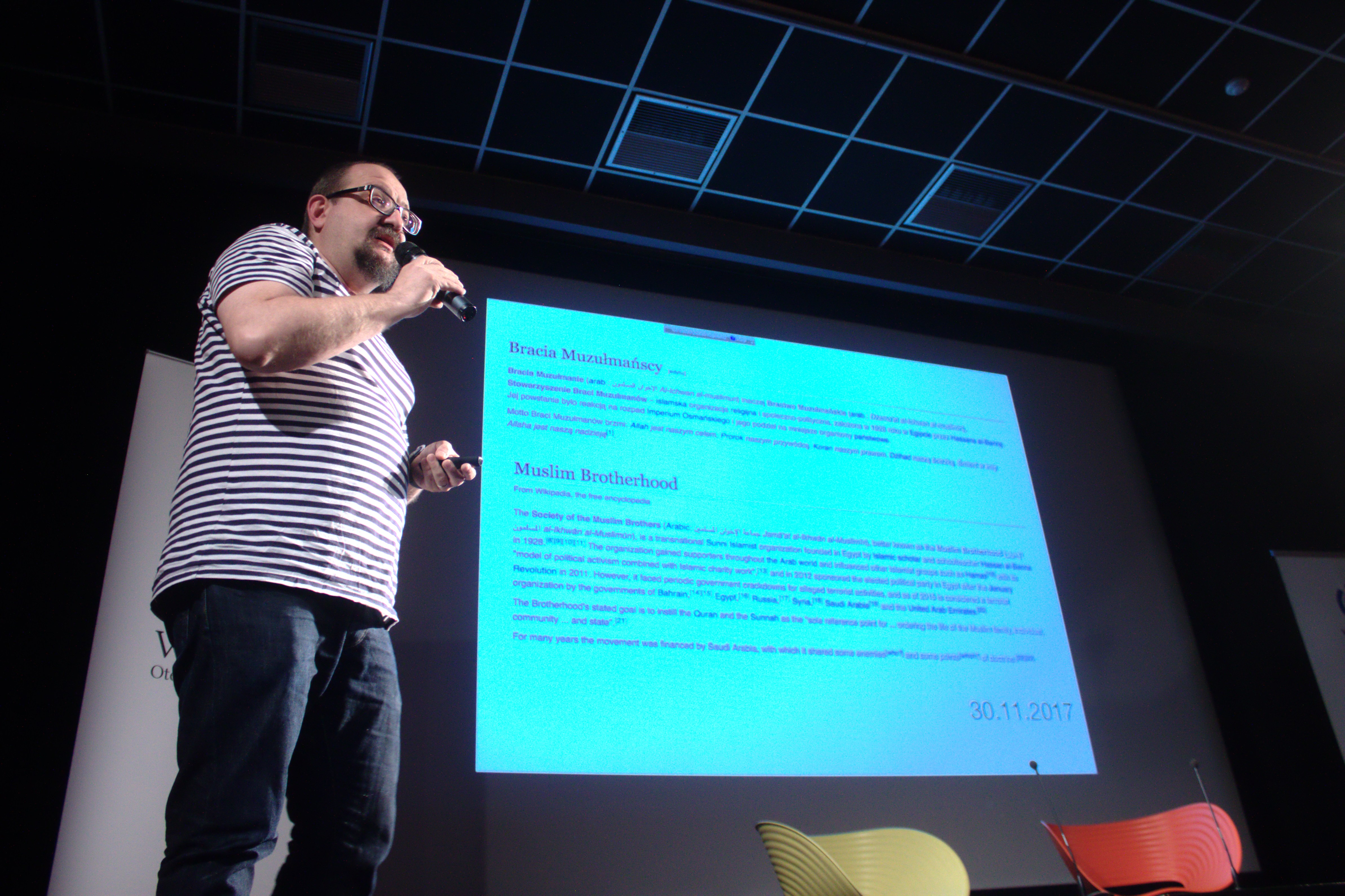
Přednáška (Praha 2017)
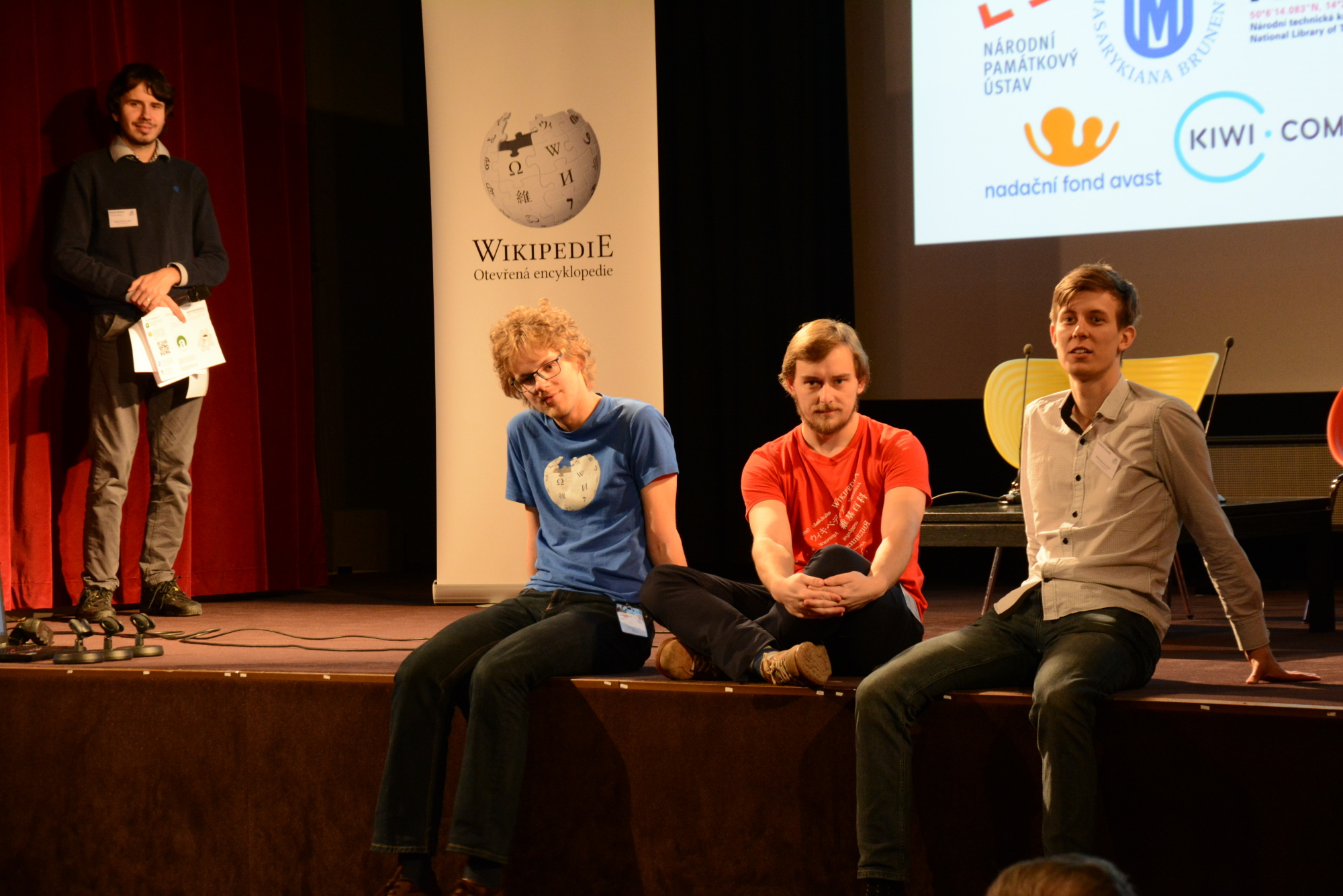
Diskuzní blok (Praha 2017)
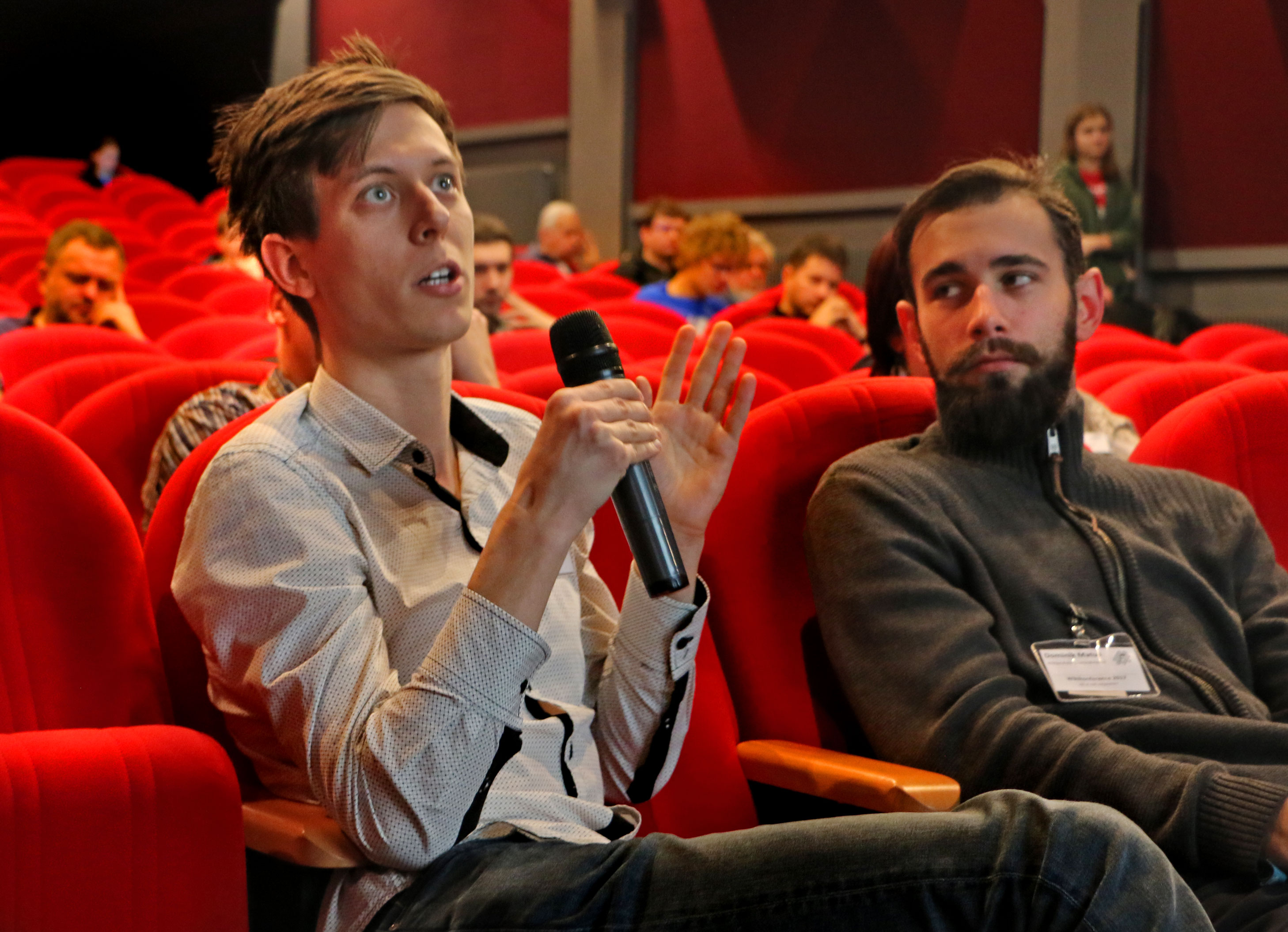
Dotazy z publika (Praha 2017)
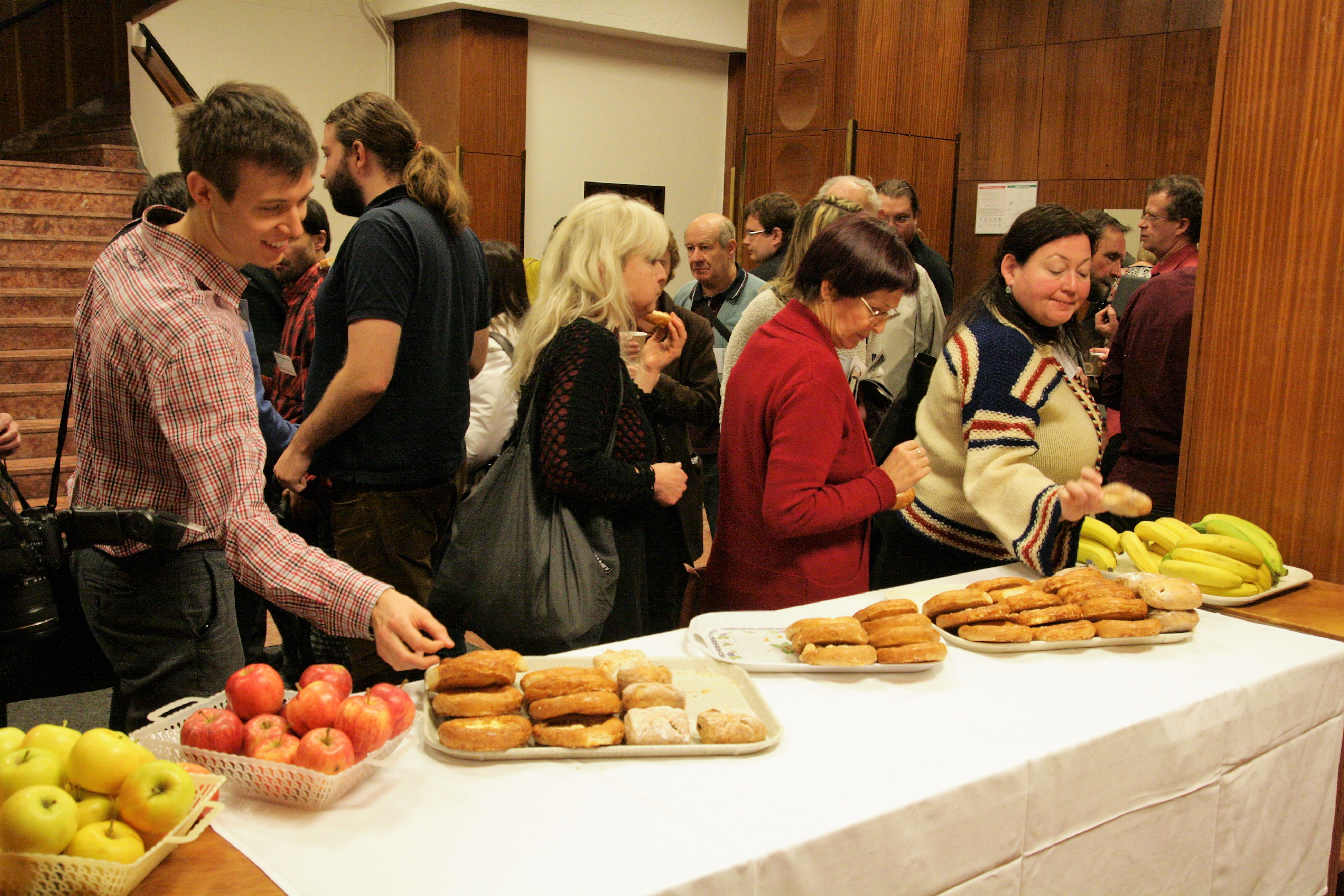
Občerstvení (Brno 2016)
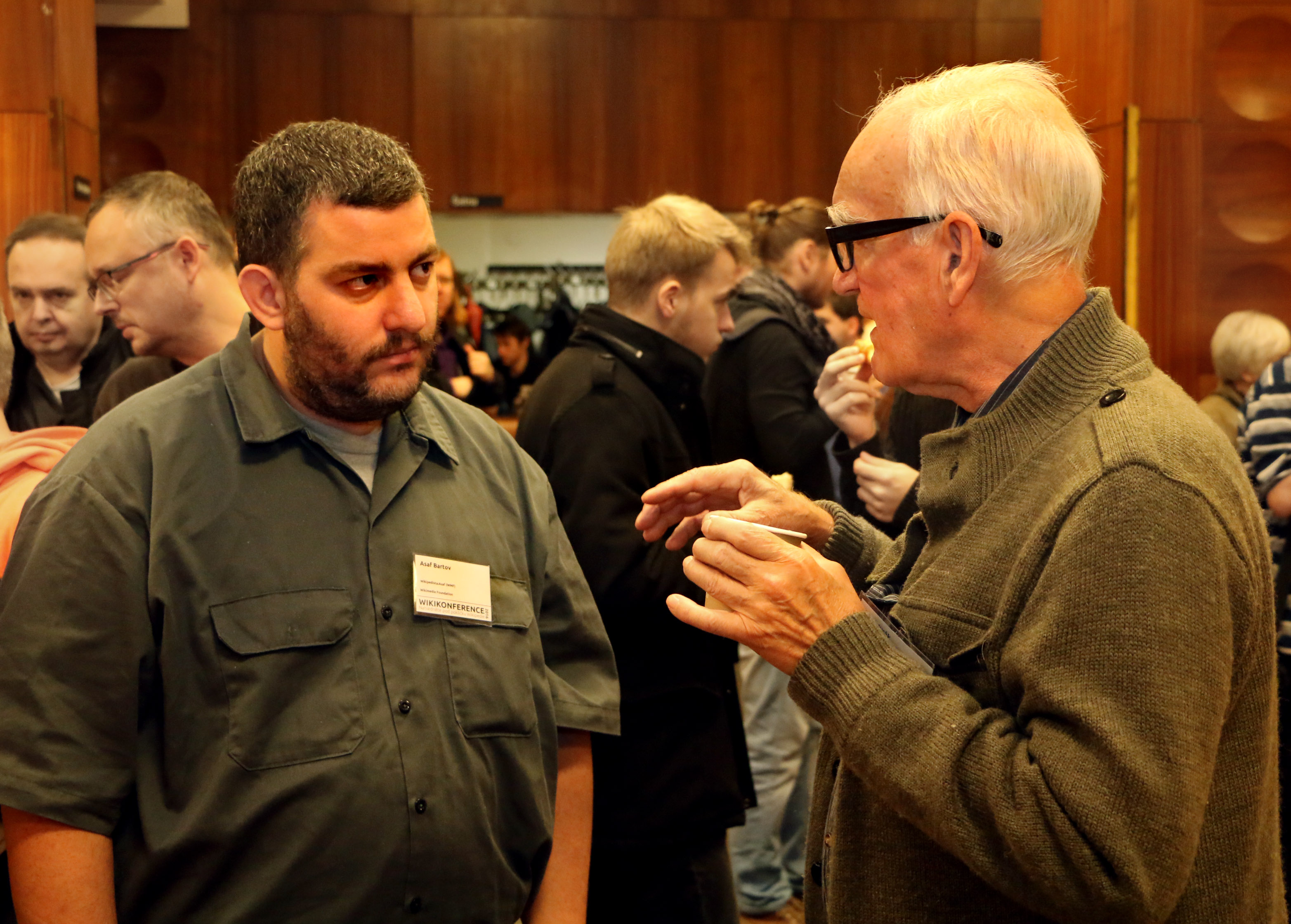
Přestávka (Brno 2016)